# 温黄平原

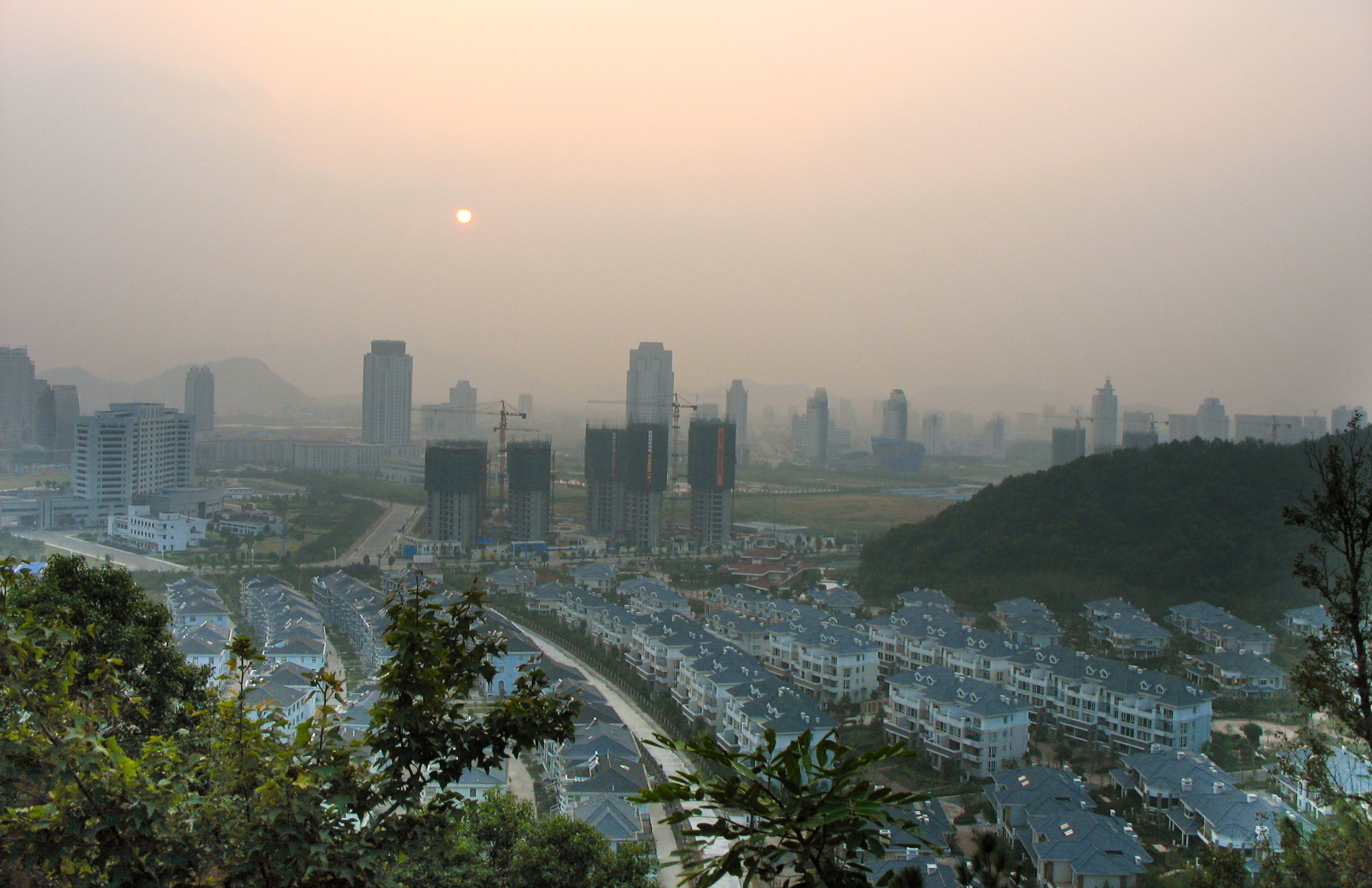
台州一帶

温黄平原是浙江省东部沿海的一个平原，总面积2361平方公里（其中耕地101.4万亩）。分属台州市的黄岩区、路桥区、椒江区、温岭市及临海市5个市（区），因3区原来均属黄岩县，故取温岭和黄岩各一字名为温黄平原。是浙江省重要的商品粮和柑橘生产基地。主要有永宁江（即椒江）和金清江两大水系所冲击形成。